# Chippewa National Forest
Der Chippewa National Forest ist ein Waldgebiet, das im Norden des US-Bundesstaates Minnesota in den Countys Itasca, Cass und Beltrami liegt. Der Wald wird vom United States Forest Service verwaltet. Neben dem Hauptbüro der Forstverwaltung in Cass Lake gibt es noch drei Bezirksstellen in Blackduck, Deer River und Walker.

## Geographie und Geschichte
Der National Forest umfasst eine Fläche von ca. 2700 km², wobei mehr als die Hälfte dieser Fläche von Wasser bedeckt ist. Über 1300 Seen und Weiher sowie Flüsse mit einer Gesamtlänge von 1485 km befinden sich innerhalb des Chippewa National Forest. Dazu kommen auch noch Feuchtgebiete auf einer Fläche von 1600 km².
Auf dem Gebiet des Chippewa National Forest wohnten einst verschiedene Gruppen nordamerikanischer Indianer. Gegen Ende des 19. Jahrhunderts wurde aber das traditionelle Leben der Indianer durch die Besiedelung und den industriellen Holzeinschlag tiefgreifend verändert. In dem Vertrag zwischen den Vereinigten Staaten und den Chippewa-Indianern im Jahr 1855 gaben Letztere einen großen Teil ihres Landes auf – auch das Gebiet des jetzigen Nationalforsts. Mit der Verabschiedung des Morris Act am 27. Juni 1902 wurde das Waldschutzgebiet Minnesota Forest Reserve in Cass Lake geschaffen. Es wurde erst mit dem National Forest Act von 1908 als Nationalforst klassifiziert. Zwanzig Jahre später bekam der Wald seinen heutigen Namen, der an die Ureinwohner erinnern soll.
Durch den Erwerb von neuem Land erlangte der Chippewa National Forest seine heutige Größe. Ungefähr 75 Prozent dieser Fläche befinden sich innerhalb der Leech Lake Reservation.

## Flora und Fauna
Die häufigsten Baumarten des Chippewa National Forest sind: Amerikanische Rot-, Banks- und Weymouth-Kiefern, Weiß- sowie Schwarz-Fichten, Balsam-Tannen, Papier-Birken, Espen, Ostamerikanische Lärchen und Zucker-Ahorn. Weniger verbreitet sind Eichen, Schwarz-Eschen, Amerikanische Linden und andere Nadelbäume wie der Abendländische Lebensbaum. Altholzbestände, die z. B. in „The Lost Forty“, einem Gebiet des Nationalforsts, zu finden sind, bieten einen wichtigen Lebensraum für verschiedene Arten von Raubvögeln wie etwa den Weißkopfseeadler, aber auch für Spechte, Eichhörnchen, Wiesel und zahlreiche andere Spezies.
In den 1960er Jahren gab es nur zwölf Weißkopfseeadler-Brutpaare. Dank verschiedener Maßnahmen wie der Einrichtung von Schutzzonen im Umkreis der Adlerhorste haben sich die Bestände erholt und sind auf 150 Brutpaare angestiegen – eine der höchsten Populationsdichten auf dem Festland der Vereinigten Staaten.

## The Lost Forty: Die verlorenen 40 Acres
Im Nationalforst befindet sich ein Gebiet namens „The Lost Forty“, dessen tatsächliche Gesamtfläche sich jedoch nicht über 40, sondern über 144 Acre (58 Hektar) erstreckt. Als die Regierung 1882 eine Landvermessung durchführte, wurde das Land versehentlich als Teil des Coddington Lake eingestuft und blieb so vor den Holzfällern verschont.
In diesem Areal befinden sich einige der ältesten Waldbestände Minnesotas. Hier sind die Amerikanischen Rot- und Weymouthskiefern zwischen 300 und 400 Jahre alt und ihre Stämme haben einen Durchmesser von 50 bis 120 cm. Die Tatsache, dass heute weniger als zwei Prozent von Minnesotas Waldfläche als Primärwald klassifiziert sind, unterstreicht die Einzigartigkeit dieser Landschaft.